# Chicago Jazz
Chicago Jazz ist der Titel einer Kompilation, die der Produzent George Avakian am 21. März 1940 bei Decca Records veröffentlichte. Das Album in Form von sechs Schellackplatten gilt als das erste Album in der Geschichte des Jazz; zum ersten Mal wurde speziell für ein Jazzalbum neues Material produziert und vorgestellt.

## Hintergrund
Während seines Studiums an der Yale University führte Avakian, indem er Briefe an Plattenbosse schickte, eine Kampagne, in der er den Mangel an Jazzalben ohne Zeitbeschränkung beklagte. Schließlich konnte Avakian das Plattenlabel Decca Records davon überzeugen, ihn selbst ein Album aufnehmen zu lassen.
dabei entstand bei einer Reihe von Aufnahmesessions Musik, die nicht wie bisher darauf ausgerichtet war, speziell für die Vermarktung in Form von 78ern produziert zu werden. Das Album Chicago Jazz (erschienen im März 1940 als Decca 121), enthielt die Musik von Eddie Condon, Pee Wee Russell, Jimmy McPartland und George Wettling, die Ende der 1920er-Jahre repräsentativ für die Szene des Chicago-Jazz waren.
Das Album stellt auch eines der ersten Beispiele dar, Plattenveröffentlichungen mit Liner Notes zu versehen;  Avakian schrieb für Chicago Jazz ein zwölfseitiges Booklet, das den Hörern Informationen über die Musik  des Chicago Jazz gab. Avakian meinte später zu seinen Vorstellungen bei der Produktion des Albums:
I was inspired by the recordings Milt Gabler made at Commodore. But I thought to myself, 'Gee, why don't they play the way they did ten years or so earlier?' So I said to Eddie Condon, one of the things I want to do is put in the old Chicago flares. Everybody jump in on the last two bars of a chorus and give a springboard to the next soloist. Or give a big roar into the last chorus and then drop down on the middle eight, that sort of thing. So they were delighted to do it.

## Liste der Titel

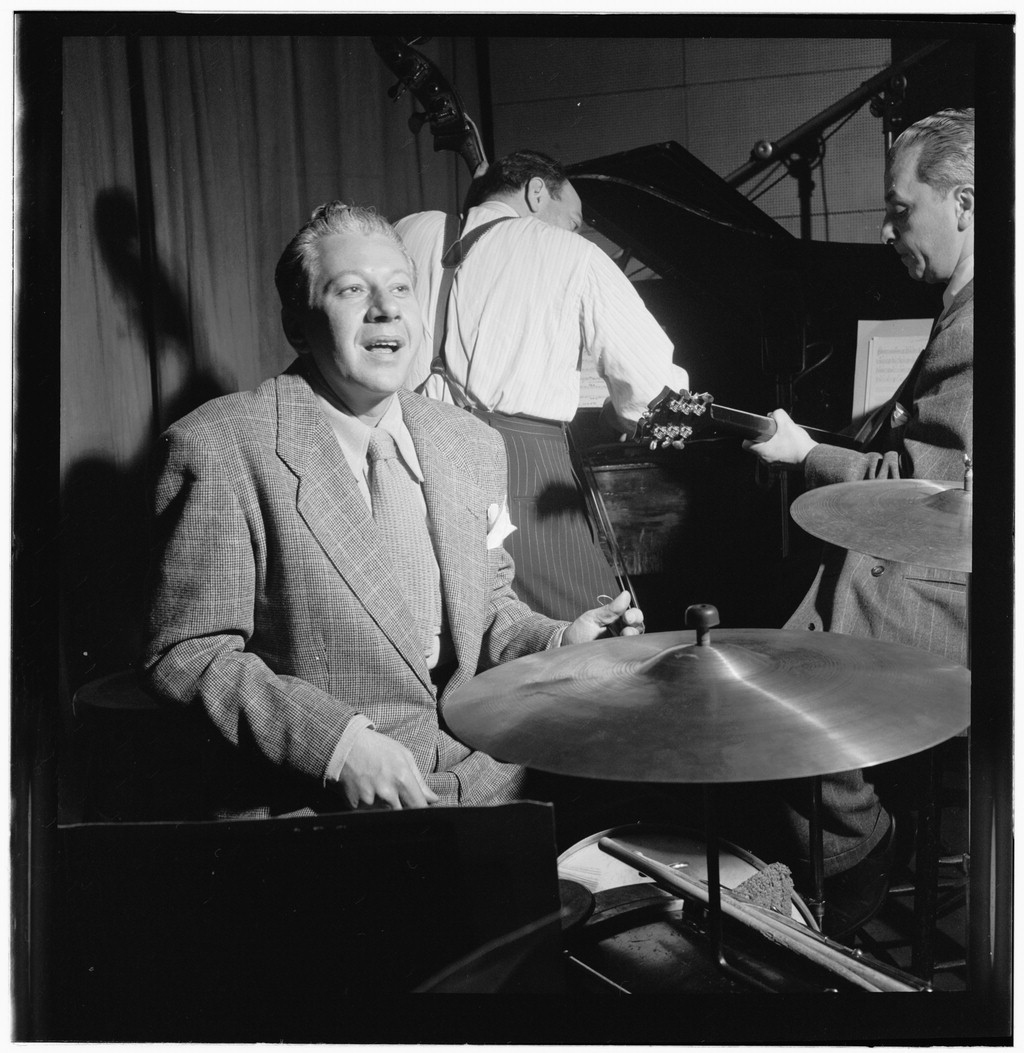
George Wettling im Studio des Senders ABC, New York City, ca. Mai 1947. Foto von William P. Gottlieb

- Platte 1: Eddie Condon and His Chicagoans: Nobody’s Sweetheart – Friar's Point Shuffle
- Platte 2: Eddie Condon and His Chicagoans: There’ll Be Some Changes Made – Someday, Sweetheart
  - Eddie Condon and His Chicagoans: Max Kaminsky (tp), Brad Gowans (v-tb), Pee Wee Russell (cl), Bud Freeman (ts), Joe Sullivan (p), Eddie Condon (git), Clyde Newcombe (kb), Dave Tough (dr)
- Platte 3: Jimmy McPartland and His Orchestra: China Boy – Jazz Me Blues
- Platte 4: Jimmy McPartland and His Orchestra: Sugar – The World Is Waiting for the Sunrise
  - Jimmy McPartland and His Orchestra: Jimmy McPartland (cnt), Bud Jacobson (cl), Boyce Brown (as), Floyd Bean (p), Dick McPartland (git), Jim Lannigan (kb), Hank Isaacs (dr)
- Platte 5: George Wettling's Chicago Rhythm Kings: Bugle Call Rag – I Wish I Could Shimmy Like My Sister Kate
- Platte 6: George Wettling's Chicago Rhythm Kings: The Darktown Strutters’ Ball – I’ve Found a New Baby
  - George Wettling's Chicago Rhythm Kings: Charlie Teagarden (tp), Floyd O’Brien (tb), Danny Polo (cl), Joe Marsala (ts), Jess Stacy (p), Jack Bland (git), Artie Shapiro (kb), George Wettling (dr).[7]

Die Aufnahmen unter Leitung von Eddie Condon (Platte 1 & 2) entstanden am 11. August 1939 in New York City; die Aufnahmen unter Leitung von Jimmy McPartland am 11. Oktober 1939 in Chicago. Die Aufnahmen unter Leitung von George Wettling entstanden am 16. Januar 1940 in New York. Als Langspielplatte wurden die Aufnahmen erstmals 1954 veröffentlicht (Decca DL 8029).